# Liste der Bürgermeister von Michelstadt
Die Liste der Bürgermeister von Michelstadt führt die Bürgermeister der hessischen Stadt Michelstadt auf.
Nachweislich seit 1483 wurden in Michelstadt durch den Landesherren Schultheißen ernannt, die aber nur ab 1598 lückenlos dokumentiert sind. Sie wurden besoldet und führten den "Rat der Stadt" an. Ab dem Jahr 1613 wählten dann Gerichtsmänner jährlich aus ihren Reihen den "Ratsbürgermeister"; ab 1821 wurde dieser dann aus den Reihen des Gemeinderats gewählt.

## 1823 bis 1919
| Bürgermeister | Bürgermeister          | Beruf            | Amtszeit   | Anmerkungen |
| ------------- | ---------------------- | ---------------- | ---------- | ----------- |
|               | Kilian Spiegel         | Bierbrauer       | 1823–1831  |             |
|               | Johann Leonhard Keßler | Tuchmacher       | 1831–1837  |             |
|               | Kilian Spiegel         | Bierbrauer       | 1837–1850  |             |
|               | Karl Hieronymus        | Bierbrauer       | 1850–1858  |             |
|               | Wilhelm Horlebein      | Leinwebermeister | 1858–1871  |             |
|               | Johann Kredel          | Bäckermeister    | 1871–1890  |             |
|               | Georg Seip             | Landwirt         | 1890–1895  |             |
|               | Ludwig Hieronymus      | Ziegler          | 1895–1916* |             |

(*) Nach dem Tod von Ludwig Hieronymus 1916 wurde das Amt des Bürgermeisters bis 1919 von den beiden Beigeordneten ausgeführt.

## Seit 1919
Am 3. Juli 1919 beschloss der Gemeinderat Michelstadts die Einführung eines hauptamtlichen und besoldeten Bürgermeisters, der direkt durch das Volk gewählt wurde. Seitdem übten die folgenden Personen dieses Amt aus:
| Bürgermeister   | Bürgermeister    | Partei | Partei    | Amtszeit                | Anmerkungen |
| --------------- | ---------------- | ------ | --------- | ----------------------- | ----------- |
| Heinrich Ritzel | Heinrich Ritzel  |        | SPD       | 1919–1930               | [ 2 ]       |
|                 | Karl Neff        |        | SPD       | 1930–1933               |             |
|                 | Anton Leber      |        | NSDAP     | 1933–1945               | [ 3 ] [ 4 ] |
|                 | Adam Wöber       |        | SPD       | 1946–1954               | [ 5 ]       |
|                 | Erwin Hasenzahl  |        | ÜWG       | 1954–1979               |             |
|                 | Reinhold Ruhr    |        | ÜWG       | 1979–2009               |             |
|                 | Stephan Kelbert  |        | parteilos | 2009–2021               |             |
|                 | Tobias Robischon |        | ÜWG       | seit 17. September 2021 |             |